# The Ne'er-Do-Well and the Baby
The Ne'er-Do-Well and the Baby è un cortometraggio muto del 1908 diretto da Lewin Fitzhamon.

## Trama
Un lavavetri prende un trovatello dall'ospedale dove sua madre, salvata dal suicidio, lavora come infermiera.

## Produzione
Il film fu prodotto dalla Hepworth.

## Distribuzione
Distribuito dalla Hepworth, il film - un cortometraggio di 168 metri - uscì nelle sale cinematografiche britanniche nel luglio 1908.
Si conoscono pochi dati del film che, prodotto dalla Hepworth, fu distrutto nel 1924 dallo stesso produttore, Cecil M. Hepworth. Fallito, in gravissime difficoltà finanziarie, il produttore pensò in questo modo di poter almeno recuperare il nitrato d'argento della pellicola.